# Chotów (województwo świętokrzyskie)
Chotów – wieś sołecka w Polsce położona w województwie świętokrzyskim, w powiecie włoszczowskim, w gminie Krasocin
W latach 1975–1998 miejscowość administracyjnie należała do województwa kieleckiego.
| SIMC    | Nazwa    | Rodzaj                  |
| ------- | -------- | ----------------------- |
| 0245629 | Chałupki | przysiółek (do 2023 r.) |
| 0245635 | Kuźnica  | przysiółek              |

## Historia
Rodowód wsi sięga początków wieku XIV, tak bowiem datowany jest kościół parafialny św. Stanisława i Bartłomieja w Chotowie. Jak podaje nota SgKP z roku 1900, na początku wieku XVI kościół ten był w zupełnej ruinie. Dziedzicami wsi byli wówczas Chotowski i Szafraniec. Z końcem wieku XVI parafia została przyłączona do kościoła w Olesznie.
Według spisu miast, wsi, osad Królestwa Polskiego z roku 1827 we wsi było 20 domów i 169 mieszkańców. Wieś podlegała administracyjnie gminie i parafii w Olesznie.
18 listopada 1944 r. zwycięska bitwa I batalionu z 2 Pułku Piechoty Legionów pod dowództwem majora „Nurta” (Eugeniusz Kaszyński) z siłami niemieckimi).